# WKS 7pp Leg Chełm
WKS 7pp Leg. Chełm – polski klub piłkarski z siedzibą w mieście Chełm, działający w latach 1921–1939.

## Historia
Chronologia nazw:
- 1920: W.K.S. [Wojskowy Klub Sportowy] 7pp Leg. Chełm
- 1939: klub rozwiązano

Wojskowy Klub Sportowy, w skrócie W.K.S. 7pp Leg., został założony w Chełmie wiosną 1920 roku przy 7pp Leg. (7 Pułku Piechoty Legionów). Największą popularnością cieszyła się sekcja piłkarska i lekkiej atletyki, z czasem powołano nowe: tenisa ziemnego, narciarską, szermierki, strzelecką, pływacką, hippiki, koszykówki, szczypiorniaka i sportów obronnych.
W 1922 roku drużyna zadebiutowała w rozgrywkach inauguracyjnego sezonu Lubelskiego Okręgowego Związku Piłki Nożnej (LOZPN) w Klasie A, zajmując trzecie miejsce. W 1923 była drugą w końcowej tabeli Klasy A, ale w 1924 zajęła piąte miejsce i spadła do okręgowej Klasy B. Po kilku lat gry w Klasie B w sezonie 1928 zespół zwyciężył w grupie Lublin okręgowej Klasy B i awansował do Klasy A. Największy sukces przyszedł w 1934 roku, kiedy to po zdobyciu tytułu mistrza LOZPN klub awansował do eliminacji o Ligę, ale zajął ostatnie czwarte miejsce w Grupie III i nie zakwalifikował się do półfinałów. W latach następnych drużynie wojskowej nie wiodło się tak jak dotychczas, zajmując miejsca trzecie lub czwarte.
Na skutek wybuchu II wojny światowej - we wrześniu 1939 roku działalność klubu została zawieszona, zaś po jej zakończeniu już nigdy go nie reaktywowano.

## Barwy klubowe, strój, herb, hymn
|  |  |

Klub ma barwy biało-czerwone. Piłkarze domowe spotkania zazwyczaj grali w biało-czerwonych strojach.

## Sukcesy

### Trofea międzynarodowe
Nie uczestniczył w rozgrywkach europejskich (stan na 31-05-2024).

### Trofea krajowe
| \| \| Zdobyte trofea w rozgrywkach Polski (stan na: 31-05-2024) \| |                                                           |      | |
| Rozgrywki                                                          | Osiągnięcie                                               | Razy | Sezon(y) |
| Mistrzostwo                                                        | I miejsce                                                 | 0    | |
| Mistrzostwo                                                        | II miejsce                                                | 0    | |
| Mistrzostwo                                                        | III miejsce                                               | 0    | |
| Puchar                                                             | zdobywca                                                  | 0    | |
| Puchar                                                             | finalista                                                 | 0    | |
| II liga                                                            | I miejsce                                                 | 1    | 1934 (gr.Lublin)                                                                                              |
| II liga                                                            | II miejsce                                                | 1    | 1923 (gr.Lublin)                                                                                              |
| II liga                                                            | III miejsce                                               | 6    | 1922 (gr.Lublin), 1932 (gr.Lublin), 1933 (gr.Lublin), 1935 (gr.Lublin), 1936 (gr.Lublin), 1937/38 (gr.Lublin) |
| Polska                                                             | Zdobyte trofea w rozgrywkach Polski (stan na: 31-05-2024) |      | |

- Lubelska Klasa B
  - mistrz (1): 1928 (gr.Lublin)
  - wicemistrz (1): 1927 (gr.Lublin)
  - 3.miejsce (1): 1926

## Poszczególne sezony

### Rozgrywki międzynarodowe

#### Europejskie puchary
Klub nie uczestniczył w rozgrywkach europejskich.

### Rozgrywki krajowe
| \| Polska \| Bilans występów klubu w rozgrywkach piłkarskich Polski (Stan na 31 maja 2024 r.) \| \| |                                                                                  |        |       |   |   |   |    |    |     |                      |        |        |      |
| Poziom                                                                                              | Rozgrywki                                                                        | Sezony | Mecze | Z | R | P | B+ | B– | Pkt | Lata                 | Awanse | Spadki | Naj. |
| I                                                                                                   | Liga                                                                             | 1      |       |   |   |   |    |    |     | 1934                 | 0      | 0      | 4    |
| II                                                                                                  | Klasa A / Liga Okręgowa                                                          | 14     |       |   |   |   |    |    |     | 1922–1924, 1929–1939 | 0      | 1      | 1    |
| III                                                                                                 | Klasa B / Klasa A                                                                | 3      |       |   |   |   |    |    |     | 1926–1928            | 1      | 0      | 1    |
| IV                                                                                                  | III liga / Klasa C / Klasa B                                                     | 0      |       |   |   |   |    |    |     |                      |        |        |      |
| | Puchar Polski                                                                    | 0      |       |   |   |   |    |    |     |                      |        |        |      |
| Polska                                                                                              | Bilans występów klubu w rozgrywkach piłkarskich Polski (Stan na 31 maja 2024 r.) |        |       |   |   |   |    |    |     |                      |        |        |      |

## Struktura klubu

### Stadion
Drużyna rozgrywała swoje mecze domowe w Chełmie na boisku WKS 7pp Leg., które mieściło się na terenie jednostki 7 Pułku Piechoty Legionów przy ul. Lubelskiej.

## Kibice i rywalizacja z innymi klubami

### Derby
- KS Amatorzy Chełm
- KS Cywil Chełm
- KS KPW Chełm
- KS Strzelec Chełm
- WKS 2 pac Chełm
- ŻHKS Haszomer Chełm
- ŻKS Makabi Chełm
- ŻKS Sztern Chełm
- ŻRKS Stern Chełm (Gwiazda)